# Zelotes denapes
Zelotes denapes är en spindelart som beskrevs av Norman I. Platnick 1993. Zelotes denapes ingår i släktet Zelotes och familjen plattbuksspindlar.
Artens utbredningsområde är Italien. Inga underarter finns listade i Catalogue of Life.